# Toledo (Washington)
Pour les articles homonymes, voir Toledo.
Toledo est une ville américaine située dans le comté de Lewis, dans l'État de Washington. Selon le recensement de 2020, sa population est de 631 habitants.